# بوریسوگلبکا
بوریسوگلبکا (به لاتین: Borisoglebka) یک منطقهٔ مسکونی در روسیه است که در استان آمور واقع شده‌است.